# أمالي ديتريش
كونكوردي أمالي ديتريش (بالألمانية: Amalie Dietrich)‏ (26 مايو 1821 - 9 مارس 1891). كانت أمالي ديتريش عالمة طبيعة ألمانية وعملت في كوينزلاند قي الفترة من 1863 إلى 1872  كانت إنجازات ديتريش في ذلك الوقت لا مثيل لها بالنسبة لأم تعيش وحدها.  أستراليا تسع سنوات، إذ جمعت عينات لمتحف جودفري في هامبورغ.

## حياتها المبكرة
ولدت أمالي ديتريش في سيبينلن، ساكسونيا، في الاتحاد الألماني عام 1846، تزوجت أمالي من الطبيب ويلهيم أوجست سالومو ديتريش. مع عدم وجود تدريب رسمي مناسب حاولت أمالي التعلم  كل ما في وسعها في مهارات الجمع من ويلهيم. خططوا للعمل كأنصار للطبيعة. بين عامي 1845 و1862، عاشت هي وزوجها حياة محفوفة بالمخاطر بجمع عينات من جبال الألب لبيعها للكيميائيين للأدوية وللمتاحف لمجموعات التاريخ الطبيعي. يمكن مشاهدة بعض من أزهار جبال الألب الحساسة التي جمعتها أمالي في هذه الفترة في متحف التاريخ الطبيعي في فرايبورغ.
بعد ذلك ولدت أمالي شاريتاس، ابنتهما الوحيدة في عام 1848. يبدو أن فيلهلم بدأ يقضي معظم وقته في تركيب العينات وعبء جمعها كان يقع على عاتق أمالي. كان هذا يعني فترات طويلة وحيدة وبعيدة عن المنزل، وازداد الوضع سوءاً بعد ولادة طفلها الوحيد تشاريتاس. رفض زوجها الاعتناء بابنته، وفي نهاية المطاف، في عام 1859، تركها زوجها لتعيش وحيدة. أخيراً في عام 1861، اكتشفت أمالي أنه كان على علاقة غرامية وانفصلت عنه تماماً.

## أستراليا
بعد مغادرة ويلهيم سافرت أماليا إلى هامبورغ حيث وجدت عملًا مع الصناعي وجامع التاريخ الطبيعي يوهان سيزار السادس جوديفروي 1818-1885، وهو وكيل شحن ثري ومؤسس متحف جوديفروي
وافق جوديفروي على توظيفها كمجمع جامعي في أستراليا، لكن كان على آمال أن توقع عقدًا لمدة عشر سنوات وترك ابنتها في ألمانيا. وافق صديقها، جامع يدعى الدكتور ماير وزوجته، على الاعتناء بشاريتاس وكذلك توفير تعليمها. غادرت أمالي هامبورغ في 15 مايو 1863 وسافرت إلى بريزبن، أستراليا، لتصل في 7 أغسطس 1863.
كانت أمالي معروفة للعديد من هواة الجمع من خلال عملها السابق، لكن الحالات والبراميل التي تحتوي على حيوانات محشوة، حشرات، ثدييات ونباتات وصلت إلى أرصفة هامبورغ من كوينزلاند فزادت من سمعتها. خلال هذه السنوات العشر التي جمعتها في بريسبان (1863-1864)؛ جلادستون (1864-1865)؛ روكهامبتون (1864-1866)؛ ماكاي (1867)؛ بحيرة إلفينستون (1868)؛ ماكاي (1869)؛ و بوين(1869-1870). بدأت في جمع البقايا الهيكلية لأستراليين من السكان الأصليين المحليين في بوين لإرسالها مرة أخرى إلى جوديفروي في ألمانيا. عادت بعد ذلك إلى الإمبراطورية الألمانية في عام 1872.
علماء الطبيعة في أوروبا أطلقوا العديد من الأسماء بعدها للعديد من الأنواع وتشمل:
إيونغسترميا ديتريش مول.هال. (1868)، لاكستمانيا إليسيسبروا راتشب اف. (1971)  مارسدينيا هيمبترا رايشنباخ (1871)، فيشبيليس ديتريش مول.هال (1872)، كروميتريوم سورديوفيرينس مول.هال.(1872)، سارغاسوم اسسكيولار الجرونو (1874)، سارغازوم أمالياه جرون (1874)، سارغازيوم  غودويب الجرونو(1874) ، سكولز غلاتس بويك. سكيربوس  بويك (1875)، سكلريا ديتريش بويك (1875)، جبرو ديتريكي بويك (1875)  سيبيريوس لوريسرسيني بويك (1875)، أكاسيا ديتريكيانيا إف مويل(1982). باربا سبكاليسنا مول.هال (1882)، فويلانيا ديتريكانا ستيف (1910)، إنديوفيرا أمالياه دومن (1915) أكاسيا بنسلفانيا فار. لونغسقموسا دومين (1926)، كرسبتوكربيا دومن متعدد (1926)، دوموستتا دومن (1926) نيتينز فار أمالياه دومن (1927)، بلكترونيا كروسيمودس بلثولاتا سورتز (1927)، بريمنا بينيماسيانا دومن (1928)، هيبيسكوس أمالياه دومن (1930) سيبيرس بوميوس فار (1936)، هيلكرايم اريوسفلا جي اتش ويليز(1952).
شكلت مجموعتها أساس زور فلورا فون كوينزلاند من قبل شركة لوسسن. هي لم تنشر أي شيء باسمها، لكن ما تزال مجموعتها في المتاحف في أوروبا حتى يومها هذا
نورتونيا أمالياه دروسيرا ديتريزيانا 
في أستراليا، ما تزال ديتريش غير معروفة فعلياً باستثناء فترة قصيرة اشتهرت بشكل كبير في التسعينيات عندما سُمّيت وكُتب عنها بشكل مثير من قبل كاتب مقالات في صحيفة ديفيد موناغان "The Body-snatcher" ظهرت في نشرة 12 نوفمبر 1991. منذ عام 1991 وبعد إصدار موناغان عن قصة ديتريش. في أوائل القرن العشرين، استخدمت أسطورة ديتريش وشهرتها في ألمانيا لبيع أيديولوجية ألمانيا النازية في ثلاثينيات القرن الماضي وفضائل الشيوعية في السبعينيات. على الرغم من أنها ليست معروفة في ألمانيا اليوم، فإن صورة دايتريش الشابة ما تزال تستخدم لتسويق علامة تجارية مشهورة من الخمور بنكهة الأعشاب. لقد اختارت عن غير قصد بيع كل من المنتجات والأيديولوجيات على حد سواء.
ما يزال هناك القليل من أجزاء النص المكتوبة بخط يد ديتريش. لكن دُمّرت ملاحظاتها الميدانية بالنيران. ستبقى قصة حياة ديتريش موضع خلاف دائماً: من المستحيل استعادة ما فقدناه.
على الرغم من إسهامها في جمع الأنشطة، تبرز حقيقة معينة من سيرة ديتريش وهي أن حياتها كانت تتميز بالتزام غير شائع ومهوس بالعلوم للمرأة في عصرها. لم تسمح لانفصالها أو افتقارها إلى التعليم أو وضعها كأم وحيدة بمنعها من متابعة شغفها بالعالم الطبيعي ودراسته.